# Karl Ehrenbolger
Karl Ehrenbolger, né le 13 novembre 1899 et mort en 1964, est un footballeur international suisse. Il évoluait au poste de défenseur.

## Biographie

### En club
Karl Ehrenbolger est joueur du FC Nordstern Bâle et du FC Concordia Bâle,.

### En équipe nationale
International suisse, Karl Ehrenbolger dispute 18 matchs et inscrit un but avec l'équipe national suisse de 1924 à 1929,.
Le 18 mai 1924, il dispute son premier match contre la Hongrie (défaite 2-4 à Zurich).
Il fait partie du groupe suisse médaillé d'argent aux Jeux olympiques de 1924 : il dispute les cinq matchs du tournoi.
Il inscrit son seul but en équipe nationale le 18 avril 1926 contre l'Italie en amical (match nul 1-1 à Zurich).
Son dernier match a lieu le 5 mai 1929 contre la Tchécoslovaquie (défaite 1-4 à Lausanne) dans le cadre de la Coupe internationale 1927-1930.

## Palmarès

### En sélection
Suisse
- Jeux olympiques :
  -  Argent : 1924.